# Xã Center, Quận Guernsey, Ohio
Xã Center (tiếng Anh: Center Township) là một xã thuộc quận Guernsey, tiểu bang Ohio, Hoa Kỳ. Năm 2010, dân số của xã này là 1.813 người.